# Disturbios de Biskek de 2024
Los disturbios de Biskek de 2024 fueron una serie de ataques contra extranjeros, específicamente estudiantes universitarios por parte de turbas étnicas Kirguises en Biskek, la capital de Kirguistán. Los enfrentamientos duraron los días 17 al 18 de mayo.
Los gobiernos extranjeros con ciudadanos en el país se preocuparon profundamente por la situación y el gobierno de Pakistán evacuó con éxito alrededor de más de 4.000 estudiantes .

## Trasfondo
Kirguistán es un destino común para los estudiantes de medicina, dados los bajos costos de educación y los títulos médicos son reconocidos internacionalmente por la Organización Mundial de la Salud. Tenía más de 60.000 estudiantes extranjeros en 2021, incluidos 14.500 estudiantes indios,  10.000 estudiantes paquistaníes y de países árabes.

## Hechos
Los ataques tuvieron lugar el día 17 de mayo de 2024 en la capital del país, Biskek, cuando cientos de personas se congregaron en torno a varios hoteles donde se alojan estudiantes extranjeros y procedieron a atacar a los residentes, afirmó en la red social Facebook la embajada paquistaní en Kirguistán, citando medios del país.
La violencia del pasado fin de semana siguió supuestamente por una riña tumultuaria que tuvo lugar el 13 de mayo entre locales kirguises y estudiantes procedentes de Egipto y de otros  personas de origen árabe que se hizo viral en las redes sociales.
Los árabes supuestamente ganaron la pelea, lo que provocó represalias de las turbas Kirguises contra los extranjeros en el país. Inicialmente, más de 100 kirguises se reunieron "para vengarse de los extranjeros que golpeaban a los residentes".
Las turbas kirguisas comenzaron a atacar a cualquiera que tuviera una apariencia similar a la de los árabes contra los que habían peleado. Los paquistaníes se convirtieron en los más atacados, y algunos indios y bengalíes también fueron atacados. 
Los ataques se produjeron inicialmente en las universidades, aunque luego se extendieron a las calles de Biskek, con turbas kirguisas atacando a cualquier persona percibida como extranjera, ya fueran niños o niñas. Se ordenó a los extranjeros que no abandonaran sus hogares, cerraran las cortinas y se escondieran mientras las turbas kirguisas golpeaban brutalmente a la gente sin excepción alguna. Las turbas kirguisas comenzaron a perseguir a los extranjeros por la ciudad. Entre 500 y 700 jóvenes kirguises más de entre 18 y 25 años se reunieron en el centro de la ciudad.
En las redes sociales kirguisas, los alborotadores enviaron mensajes pidiendo a sus connacionales  que salieran y atacaran a los extranjeros. Las calles eran extremadamente peligrosas ya que cientos de alborotadores kirguises golpeaban sin piedad a cualquier extranjero que veían.
Las turbas rodearon universidades, lugares de trabajo, casas y albergues donde se encontraban paquistaníes, indios y bangladesíes y los sacaron a rastras para golpearlos. Las turbas kirguises también corearon consignas racistas.  Las autoridades cerraron las calles locales, aunque no tuvo mucho efecto.
El 18 de mayo, la violencia había amainado y las autoridades declararon terminado el motín. 180 paquistaníes, entre ellos 140 estudiantes, abandonaron Kirguistán.

## Heridos
Unas 29 personas resultaron heridas durante los disturbios xenofóbicos ocurridos en la capital kirguisa,15 de las cuales fueron trasladadas al hospital para recibir tratamiento médico urgente mientras que otras fueron atendidas en el lugar y tres de las cuales permanecen hospitalizadas, con lesiones graves, informó el Ministerio de Salud de Kirguistán.
El vice primer ministro paquistaní, Ishaq Dar, informo que tres paquistaníes resultaron heridos en esta ola de violencia, en la que también se vieron envueltos estudiantes de otros países vecinos como la India o Bangladés. Un hombre paquistaní continúa en el hospital con la mandíbula fracturada, mientras que los otros dos heridos han recibido ya el alta médica. 

## Respuesta

### Gobierno paquistaní
El gobierno paquistaní fue elogiado por su rápida respuesta para garantizar la seguridad de los estudiantes paquistaníes. El gobierno kirguís garantizó la provisión de seguridad infalible a los estudiantes paquistaníes. Se proporcionaron servicios médicos estándar a los estudiantes heridos. El gobierno anunció planes para operar vuelos especiales para traer de regreso a los paquistaníes de Biskek. También se constituyó un comité para investigar el asunto.

### Evacuación de estudiantes
Más de 4.000 estudiantes paquistaníes residentes en Kirguistán han regresado a su país natal en los últimos días, afirmó el Gobierno de Pakistán, después de que una turba de cientos de personas atacase a alumnos extranjeros en Biskek el pasado fin de semana.

### Críticas del PTI a la respuesta del gobierno paquistaní
Pakistán Tehreek-e-Insaf, un importante partido de oposición, el presidente de la región de Sindh, Haleem Adil Sheikh, criticó la respuesta del gobierno y dijo que el gobierno no hizo más que emitir declaraciones. Shaikh pidió el inicio inmediato de operaciones de vuelos de emergencia y la apertura de un Corredor Verde para garantizar el regreso seguro de los ciudadanos paquistaníes.

## Reacciones

### Reacción Nacional
- Kirguistán:El viceministro de Educación de Kirguistán, Rasul Abazbek-uulu, calificó los ataques masivos contra estudiantes paquistaníes e indios en Biskek, como "una situación vergonzosa" que "daña la imagen" del país. En su primera declaración pública sobre la violencia contra los estudiantes paquistaníes, el presidente Sadyr Japarov declaró que "todos los responsables" serán "castigados". Recordó el difícil proceso que condujo al nacimiento de una nación "basada en el estado de derecho" y, por eso es aún mayor la importancia de "mantener el orden" en forma urgente.[1] Fuentes del gobierno informaron el arresto de cuatro ciudadanos extranjeros acusados de vandalismo, mientras que las fuerzas del orden siguen la pista de dos kirguises sospechosos de estar involucrados en los ataques a los estudiantes extranjeros.[1]

- Kirguistán: El Ministerio de Exteriores kirguís, se limitó a afirmar en un comunicado que los responsables del enfrentamiento ocurrido entre habitantes locales y estudiantes egipcios "serán estrictamente perseguidos según la ley".[5] El 22 de mayo, el Ministerio del Interior de Kirguistán anunció que diez personas, seis nacionales kirguises y cuatro extranjeros, habían sido detenidas en relación con los violentos disturbios. Según el ministerio, se iniciaron nueve investigaciones por vandalismo, robo, desórdenes masivos e incitación al odio étnico.[17]

### Reacción Internacional
- India: El ministro de Exteriores indio, Subramanian Jaishankar, ha solicitado este  "enérgicamente a todos los estudiantes" que de momento permanezcan en sus hoteles y que "permanezcan en contacto regular" con la Embajada india en el país.[18][19]

- Pakistán: El vice primer ministro paquistaní, Ishaq Dar se ha reunido con  estudiantes y oficiales kirguises, incluyendo su homólogo, Zheenbek Kulubaev para tratar el tema,  el Gobierno Pakistaní a organizado una evacuación de sus ciudadanos residentes en el lugar y a solicitado a sus compatriotas mantenerse en sus residencias y no salir.[5][19]